# FK Jaunība Rīga
FK Jaunība Rīga was een Letse voetbalclub uit Rīga.
De club werd in 2001 opgericht als Venteko. In 2005 werd de huidige naam aangenomen en in 2007 werd om sponsorredenen als Jaunība-Parex gespeeld.
De club speelde sinds 2007 in de Letse eerste divisie. Daarin werd het in 2009 tweede en na promotie-degradatiewedstrijden tegen FK Daugava Rīga promoveerde de club voor het eerst naar de Virslīga. Met een tiende plaats degradeerde de club direct weer en trok zich voor het seizoen 2011 wegens financiële redenen terug.